# Tavizna
El río Tavizna es un río del sur de España, perteneciente a la vertiente atlántica de Andalucía. Es afluente del río Majaceite.

## Características
Nace en las Fuentes del Río Hondón.